# Ист Рочестър (Ню Йорк)
Източен Рочестър (на английски: East Rochester) е село и предградие на град Рочестър в окръг Монро, щата Ню Йорк, САЩ. Източен Рочестър се намира на югоизток от град Рочестър.
Общата площ на Източен Рочестър е 3,5 км2 (1,40 мили2).
Населението на Източен Рочестър е 6583 души (по приблизителна оценка от юли 2017 г.).